# Dupki
Dupki (dawniej Dupken, Lipowskie, Lipowsken) – uroczysko; dawna miejscowość, położona wg obecnego podziału administracyjnego w województwie warmińsko-mazurskim, w powiecie piskim, w gminie Biała Piska.
Dane z ksiąg metrykalnych wskazują, że wieś istniała do 1944 r.
Wieś powstała w ramach kolonizacji Wielkiej Puszczy. Wcześniej był to obszar Galindii. Wieś ziemiańska, dobra służebne w posiadaniu drobnego rycerstwa (tak zwani wolni), z obowiązkiem służby rycerskiej (zbrojnej). W wieku XV i XVI w dokumentach wieś zapisywana pod nazwą: Liepinsken, Lipowsken, Dupken, Dupküff, Dupk.
Wieś służebna lokowana w 1481 przez komtura bałgijskiego Erazma von Reitzensteina, na 15 łanach na prawie magdeburskim z obowiązkiem jednej służby zbrojnej. Nadanie otrzymali Jan i Stanisław Dupkowscy, a grunty wsi leżały w dąbrowie między Osrankami, Pogorzelą, Monetami i Nitkami. W 1490 r. bracia Jan i Stanisław otrzymali dodatkowo „nadmiar”, wynoszący 19 łanów i 25 morgów. Szkoła powstała w 1899 r. W roku 1935 w szkole uczył jeden nauczyciel, a uczęszczało do niej 46 dzieci. W 1926 urzędową nazwę wsi zmieniono na Lindensee. W 1939 r. we wsi mieszkały 203 osoby.